# Biblioteca Municipal d'Algemesí
La Biblioteca Municipal d'Algemesí és la biblioteca pública situada a Algemesí creada el 1956. El seu logotip és una icona que representa esquemàticament un lector.
Ofereix servei d'orientació per als usuaris.
A l'edifici, creat el 1981 com a biblioteca, s'allotja també l'arxiu municipal del poble. El 1996 tenia 7.500 socis i es prestaven cent llibres al dia, també hi havia 30.000 volums. El 2003 tenia 113.255 usuaris registrats.
El 2013 la Conselleria de Cultura de l'Ajuntament d'Algemesí va rebre 4.010,21 euros per part de la Conselleria d'Educació, Cultura i Esport de la Generalitat Valenciana perquè s'utilitzaren ampliant el fons de la col·lecció de la biblioteca baix la condició que siguen obres publicades per editorials valencianes.
Des de 2014 hi hagué un servei de bebeteca, un servei de lectura per a bebés i xiquets fins a tres anys. Durant el primer any d'existència arribà a les 700 visites.
El novembre de 2015 estrenà nou lloc web, on es mostra la informació general, el catàleg del fons de la biblioteca i la Xarxa de Lectura Pública Valenciana, les novetats, la programació d'activitat d'animació lectora i guies de lectura.
El partit polític municipal Més Algemesí alertà el 2016 que no s'arribava a complir el mínim de 35 hores a la setmana que la Llei de Biblioteques de la Comunitat Valenciana obliga a complir.